# Bernardo Mendes
Bernardo Lima Mendes (Nova Iguaçu, 21 de julho de 1987) é um ator brasileiro.

## Filmografia

### Televisão
| Ano         | Título             | Papel                     | Notas                    |
| ----------- | ------------------ | ------------------------- | ------------------------ |
| 2006 - 2007 | Malhação           | Ivan Cardoso (Bodão)      |                          |
| 2007        | Malhação           | Ivan Cardoso (Bodão)      |                          |
| 2007 - 2009 | Malhação           | Ivan Cardoso (Bodão)      |                          |
| 2010        | Tal Filho, Tal Pai | Bibiu                     | [ 2 ]                    |
| 2012        | 220 Volts          | Doido                     | Episódio: "Paranóia"     |
| 2013        | Pé na Cova         | Webson                    | [ 3 ]                    |
| 2014        | Dupla Identidade   | Oto Veiga Junior (Junior) | [ 4 ]                    |
| 2016        | Lúcia McCartney    | Domingos                  |                          |
| 2017        | Cidade Proibida    | Amilton                   | Episódio: "Caso Violeta" |
| 2019        | Verão 90           | Tutano                    |                          |

### Cinema
| Ano  | Título             | Papel                         | Notas |
| ---- | ------------------ | ----------------------------- | ----- |
| 2009 | Se Eu Fosse Você 2 | Olavinho (Olavo Jr.)          | [ 6 ] |
| 2014 | Tim Maia           | Dito                          |       |
| 2016 | O Último Virgem    | Hippie (cliente de Jaqueline) |       |